# تئودوروس بی‌خدا

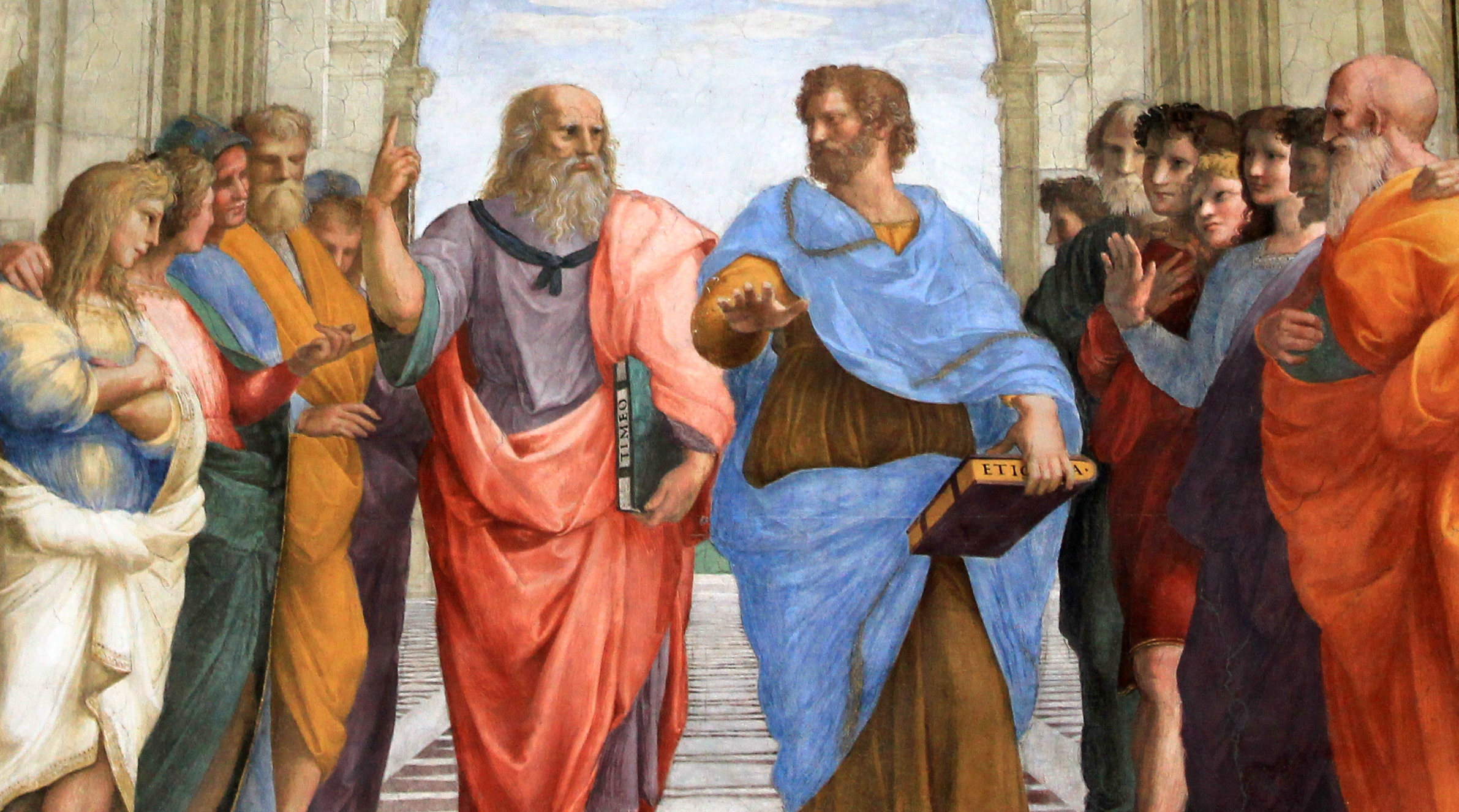
بی خدایی تئودوروس چطور،ریشه اش تنومند شده بود؟!!! شهرتش ؟!لذت و نادانی اش؟!

تئودوروس (به یونانی: Θεόδωρος؛ ۲۵۰-۳۴۰ ق.م) بی‌خدا، اهل سیرنه، فیلسوف مکتب کورنائیان بود. او در اسکندریه یونان، و شهر بومی خود سرینه زندگی می‌کرد. به عنوان یک فیلسوف کورنائی ، او معتقد بود هدف زندگی دستیبابی لذت و اجتناب از اندوه است، و اولی حاصل دانش و دومی حاصل نادانی است. مهمترین دلیل شهرت او بی‌خدایی او بود. او اغلب توسط نویسندگان یونان باستان، آتئوس (به یونانی: ὁ ἄθεος) به معنی بی‌خدا نامیده شده‌است.